# Denmark Township (comté d'Emmet, Iowa)
Pour l’article homonyme, voir Denmark Township (comté de Lee, Iowa).
Denmark Township est un township, du comté d'Emmet en Iowa, aux États-Unis,,.
Le township est créé en 1883 et nommé en l'honneur de familles de migrants danois arrivées peu avant la création du township.

## Source de la traduction
- (en) Cet article est partiellement ou en totalité issu de l’article de Wikipédia en anglais intitulé « Denmark Township, Emmet County, Iowa » (voir la liste des auteurs).